# Intendant de terrain de golf
Un intendant de terrain de golf, souvent désigné par l'anglicisme « greenkeeper », est une personne responsable de l'entretien d'un terrain de golf ou d'une surface de jeu engazonnée.

## Nature des tâches et fonctions

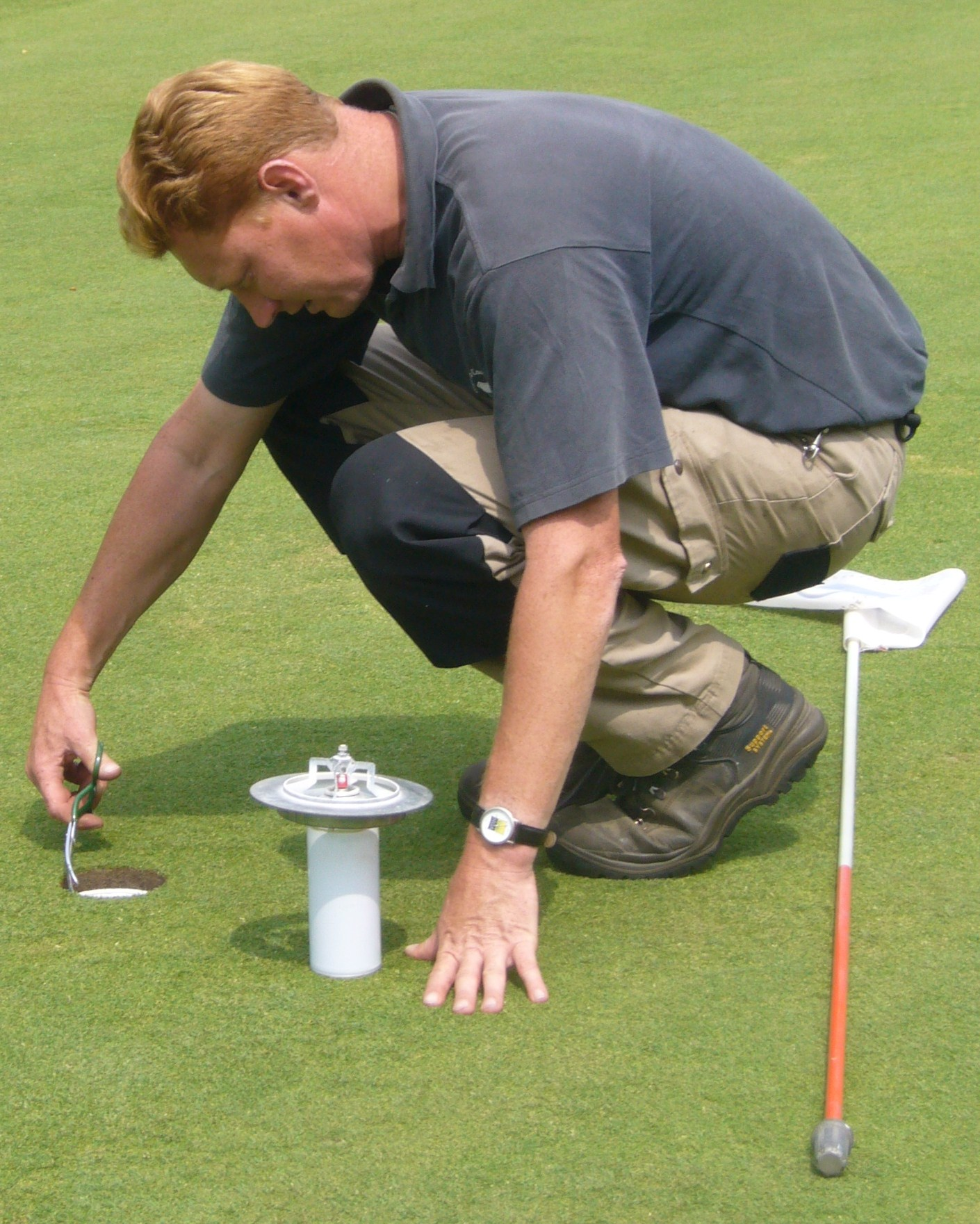
Une des tâches quotidiennes d'un intendant de terrain est de créer de nouveaux trous et de fermer les anciens.

Un intendant de terrain est  un professionnel qui est responsable de l'entretien d'un parcours de golf ou d'un club sportif. Cela comprend toutes les tâches liées aux pratiques culturales ainsi que d'autres telles que la préparation du terrain en vue de compétitions : mise en place de jalons et marquage des points de dangers tant pour les matchs réguliers du club que pour les tournois. Il gère une équipe de jardiniers placée sous sa responsabilité et assure la gestion technique du terrain et la conception du programme d’entretien. En particulier, il supervise les travaux d'aménagement, détermine la fertilisation et choisit les cultivars de graminées, assure la lutte contre les maladies et ravageurs qui peuvent affecter le terrain, gère le système d'irrigation et la parc de matériel. 
L'intendant de terrain travaille sous la direction du surintendant du golf ou du directeur de l'exploitation. Pour accomplir ces tâches, l'expérience et les aptitudes professionnelles sont importantes .